# 惠特拉什 (蒙大拿州)
惠特拉什（英語：Whitlash）是位於美國蒙大拿州利伯蒂縣的普查規定居民點。

## 歷史
惠特拉什的郵局自1892年營運至今。

## 人口
根據2020年美國人口普查的數據，惠特拉什的面積為0.11平方千米，皆為陸地。當地共有人口4人，而人口密度為每平方千米36.36人。